# Little Breeches
Little Breeches è un cortometraggio muto del 1914. Il nome del regista non viene riportato nei credit del film basato su un soggetto di Clay M. Greene.

## Produzione
Il film fu prodotto dalla Lubin Manufacturing Company.

## Distribuzione
Distribuito dalla General Film Company, il film - un cortometraggio della lunghezza di 120 metri - uscì nelle sale cinematografiche USA il 25 aprile 1914. Nelle proiezioni, veniva programmato con il sistema dello split reel, accorpato in un'unica bobina con un altro cortometraggio prodotto dalla Lubin, A Dream of the Circus.